# ایران‌پیما (شرکت)

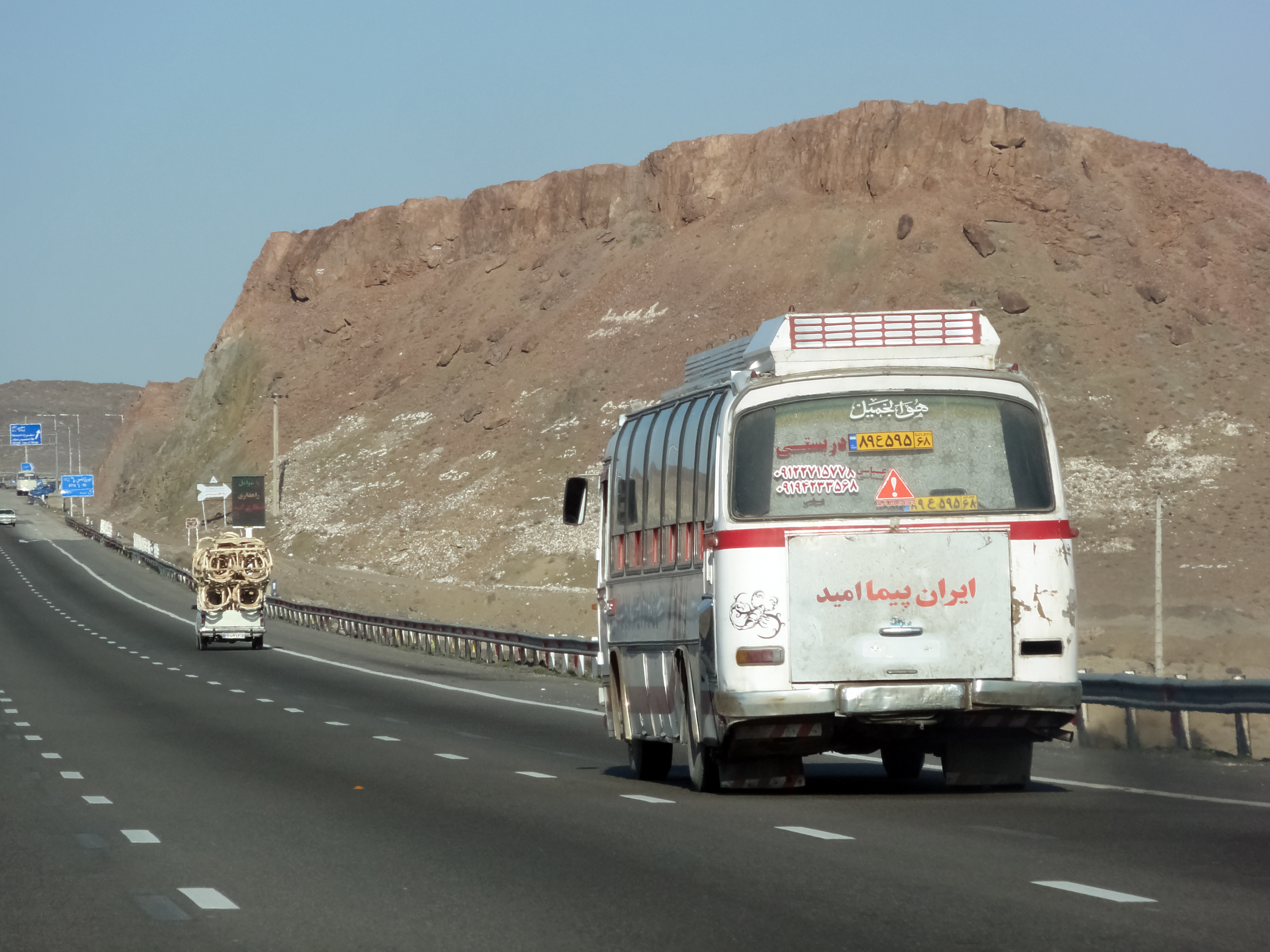
یک اتوبوس بنز با آرم شرکت ایران پیما در بزرگراه خلیج فارس (اسفند ماه ۱۳۸۹)

ایران پیما (تعاونی شماره ۱) از قدیمی‌ترین شرکت‌های حمل بار و مسافر در ایران است. این شرکت در بسیاری از شهرهای ایران شعبه داشته و ساختمان برخی از این شعب به دلیل قدمت امروزه در فهرست آثار ملی ایران قرار دارند.
شرکت تعاونی مسافربری ایران پیما از نیم قرن پیش فعالیت خود را به صورت نمایندگی تهران شروع کرد و پس از چند سال به عنوان یک شرکت خصوصی بنام شرکت ایران پیما فعالیت خود را ادامه داد.
شرکت تعاونی مسافربری شماره یک از سال ۱۳۲۸ تحت نام «ایران‌پیما» شروع به فعالیت کرده و در مهرماه ۱۳۵۹ تمام شرکت‌های مسافربری بخش خصوصی به ۱۷ شرکت تعاونی مسافربری تبدیل شدند؛ یعنی از بخش خصوصی مسافربری که گاراژ دارها بودند خلع ید شد و در قالب تعاونی رانندگان، دارندگان اتوبوس، کارکنان و در برخی از شرکت‌ها گاراژدارها مشارکت کردند و تعاونی‌های جدید راه‌اندازی شد. شرکت تعاونی مسافربری یک (ایران پیما) چون اولین شرکت تعاونی‌ای بود که به ثبت رسید، شماره یک را به خود اختصاص داد.
با تأسیس ترمینال در شهر اصفهان در سال ۱۳۶۹ رانندگان شاغل در شرکت که دارای مالکیت اتوبوس بودند شرکت تعاونی خود رانندگان ایران پیما را تا سیس نمودند و با دو دفتر فروش برای فروش مجوز  گرفتند .
در مورد ناوگان اتوبوسهای بکار گرفته شده در شرکت ایران پیما  باید گفت اولین نوع اتوبوس به نام ماکروس بود و نسل دوم اتوبوسهای بکار گرفته شده بنز ۳۰۲ با اتاق اختصاصی کارخانه ایران پیما بارنگ خاص قرمز  بوده‌است.
در اواسط سال ۱۳۷۵ برای اولین بار در ایران شرکت تعاونی مسافری ایران پیما اقدام به خرید  اتوبوسهای دسته دوم کشورهای اروپا شرقی به نام‌های ولوو B6 سپس B7 و…. نمود.